# Independence (Kentucky)
Independence és una població dels Estats Units a l'estat de Kentucky. Segons el cens del 2000 tenia 14.982 habitants.

## Demografia
Segons el cens del 2000, Independence tenia 14.982 habitants, 5.181 habitatges, i 4.149 famílies. La densitat de població era de 344,9 habitants/km².
Dels 5.181 habitatges en un 44,9% hi vivien nens de menys de 18 anys, en un 62,9% hi vivien parelles casades, en un 12,1% dones solteres, i en un 19,9% no eren unitats familiars. En el 15% dels habitatges hi vivien persones soles el 3,4% de les quals corresponia a persones de 65 anys o més que vivien soles. El nombre mitjà de persones vivint en cada habitatge era de 2,89 i el nombre mitjà de persones que vivien en cada família era de 3,21.
Per edats la població es repartia de la següent manera: un 30,4% tenia menys de 18 anys, un 9,2% entre 18 i 24, un 35,3% entre 25 i 44, un 18,5% de 45 a 60 i un 6,5% 65 anys o més.
L'edat mediana era de 31 anys. Per cada 100 dones de 18 o més anys hi havia 97,3 homes.
La renda mediana per habitatge era de 51.002 $ i la renda mediana per família de 55.030 $. Els homes tenien una renda mediana de 39.213 $ mentre que les dones 26.807 $. La renda per capita de la població era de 20.191 $. Entorn del 5,4% de les famílies i el 6,5% de la població estaven per davall del llindar de pobresa.

## Poblacions més properes
El següent diagrama mostra les poblacions més properes.